# Rastaman Vibration
Rastaman Vibration är ett roots reggae-album av Bob Marley & The Wailers, utgivet den 30 april 1976. Albumet blev en hit, inte minst i USA där det blev det enda av Marleys album att nå topp 10 på albumlistan, med en åttondeplats. Det saknade dock riktiga hitlåtar, även om låten "Roots, Rock, Reggae" nådde en 51:a plats på Billboard Hot 100. Nytt i Marleys musik är att synthesizers används i en viss omfattning. 
Flera låtar, som långt senare blivit hitlåtar, valdes bort av Marley på denna LP. Den mest kända är kanske "Iron, Lion, Zion, som spelades in 1974, men som måste ha gömts väl eftersom Aston Barrett, basisten i The Wailers ända sedan 1972, inte kände till att ett masterband fanns inspelat utan trodde att det en gång funnits en inspelning från en studio-rehearsal, ett band som sedan kastats. Någon av sönerna David (Ziggy) eller Steven hade redan upptäckt att fadern sällan kastat någonting alls som testats och spelats in i olika versioner i studio. Ett masterband måste sparas under rätt temperaturförhållanden och där luftfuktigheten är låg, vilket begränsade antalet bankfack och kassaskåp att leta i. Dessutom visste de att låten måste finnas, eftersom Peter Tosh (mördad 1987) refererar till den i sin sång "Lion" från 1977. Flertalet fans hade aldrig hade hört talas "Iron Lion Zion" om förrän den dök upp på 4-CD-boxen Songs Of Freedom (1992), och som i remastrad version gick in på världens hitlistor året därpå (bl.a. 2:a i Sverige och 3:a i Frankrike). "Jah Live", som redan hade släppts på singel tämligen omgående efter den etiopiske kejsaren Haile Selassies utannonserade bortgång 1975. Den nya marxistiska etiopiska regeringen uppgav att kejsaren, dyrkad som Gud av Bob Marley och alla andra rastafarianer, hade avlidit i husarrest den 27 augusti 1975. Senare sade diktatorn Mengistu Haile Mariam att han personligen hade strypt Selassie redan 1974. Ytterligare en låt som ett tag var aktuell för Rastaman Vibration var "Buffalo Soldiers", som i stället släpptes på Marleys postuma LP Confrontation.

## Låtlistor

### Bob Marley & The Wailers: Rastaman Vibration (1976)
1. "Positive Vibration" (Vincent Ford) - 3:20
2. "Roots, Rock, Reggae" (Vincent Ford) - 3:35
3. "Johnny Was" (Rita Marley) - 3:35
4. "Cry to Me" (Bob Marley) - 2:40
5. "Want More (Want More)" (Aston Barrett) - 4:10
6. "Crazy Baldhead" (Vincent Ford, Rita Marley) - 3:05
7. "Who the Cap Fit" (Aston Barrett, Carlton Barrett) - 4:05
8. "Nightshift" (Bob Marley) - 3:10
9. "War" (Carlton Barrett, Allen Cole) - 3:40
10. "Rat Race" (Rita Marley) - 2:50

### 2002 Deluxe CD-utgåva

#### Disc One Remastered
1. "Positive Vibration"  – 3:34
2. "Roots, Rock, Reggae"  – 3:38
3. "Johnny Was"  – 3:48
4. "Cry to Me"  – 2:36
5. "Want More"  – 4:17
6. "Crazy Baldhead"  – 3:12
7. "Who the Cap Fit"  – 4:43
8. "Night Shift"  – 3:11
9. "War"  – 3:37
10. "Rat Race"  – 2:54
11. "Jah Live" (Original Mix)  – 4:17
12. "Concrete" (B-side of Single) – 4:24
13. "Roots, Rock, Reggae" (Unreleased Single Mix)  – 3:38
14. "Roots, Rock, Dub" (Unreleased Single Dub Mix)  – 3:38
15. "Want More" (Unreleased Alternate Album Mix)  – 5:10
16. "Crazy Baldhead" (Unreleased Alternate Album Mix)  – 3:08
17. "War" (Unreleased Alternate Album Mix)  – 4:03
18. "Johnny Was" (Unreleased Alternate Album Mix)  – 3:41

#### Disc Two Rastaman Vibration Deluxe Live edition
1. "Introduction"  – 0:38
2. "Trenchtown Rock"  – 4:56
3. "Burnin' & Lootin'"  – 4:54
4. "Them Belly Full (But We Hungry)"  – 4:13
5. "Rebel Music (3 O'Clock Roadblock)"  – 6:08
6. "I Shot the Sheriff"  – 6:34
7. "Want More"  – 7:02
8. "No Woman No Cry"  – 5:19
9. "Lively Up Yourself"  – 5:44
10. "Roots, Rock, Reggae"  – 5:32
11. "Rat Race"  – 7:53
12. "Smile Jamaica, Part One"  – 3:19
13. "Smile Jamaica, Part Two"  – 3:10

## Listplaceringar
| Lista (1976)   | Position             |
| -------------- | -------------------- |
| Frankrike      | 12                   |
| Nederländerna  | 20                   |
| Norge          | 14 (VG-lista)        |
| Nya Zeeland    | 26                   |
| Storbritannien | 15 (UK Albums Chart) |
| Sverige        | 45 (Topplistan)      |
| USA            | 8 (Billboard 200)    |